# Matylda II. Bourbonská
Matylda II. Bourbonská (1234/1235 – 1262), také známá jako Maud z Dampierre nebo Matylda II. z Bourbonu byla hraběnka z Nevers, Auxerre, Tonnerre a paní z Bourbonu.
Narodila se jako dcera Archambauda IX. Bourbonského a Jolandy z Châtillonu, hraběnky z Nevers. Jako dědička hrabství Nevers, Auxerre a Tonnerre se provdala za Oda, syna a dědice vévody Huga IV. Burgundského. Sňatkem s Odem se měla znovu spojit dvě důležitá území v burgundské vévodství, manželé však neměli mužského potomka a Burgundsko přešlo na Odova bratra Roberta II. Po otcově smrti se Matylda stala také paní Bourbonu.
S Odem měla Matylda tři dcery, mezi něž byla rozdělena její hrabství:
- Jolanda Burgundská (1247–1280), hraběnka z Nevers
- Markéta Burgundská (1250–1308), hraběnka z Tonnerre
- Adéla Burgundská (1251–1290), hraběnka z Auxerre